# Ryhope
Ryhope – wieś w Anglii, w Tyne and Wear, w dystrykcie metropolitalnym Sunderland. W 2011 miejscowość liczyła 10 484 mieszkańców.